# A Year Without Rain (bài hát)
"A Year Without Rain" là một bài hát của nhóm nhạc Mỹ Selena Gomez & the Scene. Bài hát được viết bởi Lindy Robbins và Toby Gad, người đồng thời sản xuất bài hát. Bài hát được phát hành ngày 7 tháng 9 năm 2010 dưới dạng đĩa đơn thứ hai và cuối cùng từ second album cùng tên. Một phiên bản tiếng Tây Ban Nha cũng được phát hành dưới cái tên "Un Año Sin Lluvia" [un ˈaɲo siɲ ˈʎuβja]. 

## Xếp hạng
| Năm  | Giải thưởng            | Đề mục                            | Dành cho              | Kết quả   |
| ---- | ---------------------- | --------------------------------- | --------------------- | --------- |
| 2012 | MuchMusic Video Awards | "International Video of the Year" | "A Year Without Rain" | Đề cử     |
| 2012 | MuchMusic Video Awards | "UR FAVE International Artist"    | "A Year Without Rain" | Đề cử     |
| 2011 | Vevo Certified Awards  | 100.000.000 Views                 | "A Year Without Rain" | Đoạt giải |

## Xếp hạng và chứng nhận

### Xếp hạng tuần
| Bảng xếp hạng (2010–11)                         | Vị trí cao nhất |
| ----------------------------------------------- | --------------- |
| Bỉ (Ultratip Flanders)                          | 3               |
| Bulgaria (BG Top 40)                            | 3               |
| Canada (Canadian Hot 100)                       | 30              |
| Trường songid là BẮT BUỘC CHO BẢNG XẾP HẠNG ĐỨC | 56              |
| Cộng hòa Séc (Rádio Top 100)                    | 41              |
| Slovakia (Rádio Top 100)                        | 41              |
| Anh Quốc (OCC)                                  | 78              |
| Hoa Kỳ Billboard Hot 100                        | 35              |
| Hoa Kỳ Dance Club Songs (Billboard)             | 1               |

### Chứng nhận
| Quốc gia                                                                           | Chứng nhận  | Số đơn vị/doanh số chứng nhận |
| ---------------------------------------------------------------------------------- | ----------- | ----------------------------- |
| Hoa Kỳ (RIAA)                                                                      | 2× Bạch kim | 1,002,000                     |
| * Chứng nhận dựa theo doanh số tiêu thụ. ^ Chứng nhận dựa theo doanh số nhập hàng. |             |                               |

### Xếp hạng
| Bảng xếp hạng (2011)                    | Vị trí |
| --------------------------------------- | ------ |
| Hoa Kỳ Hot Dance Club Songs (Billboard) | 35     |

## Lịch sử phát hành
| Khu vực       | Ngày                    | Định dạng        |
| ------------- | ----------------------- | ---------------- |
| Canada        | ngày 7 tháng 9 năm 2010 | Digital download |
| United States | ngày 7 tháng 9 năm 2010 | Digital download |
| Australia     | 17 tháng 9 năm 2010     | Digital download |
| Bỉ            | 17 tháng 9 năm 2010     | Digital download |
| Đan Mạch      | 17 tháng 9 năm 2010     | Digital download |
| Phần Lan      | 17 tháng 9 năm 2010     | Digital download |
| Pháp          | 17 tháng 9 năm 2010     | Digital download |
| New Zealand   | 17 tháng 9 năm 2010     | Digital download |
| Bồ Đào Nha    | 17 tháng 9 năm 2010     | Digital download |
| Tây Ban Nha   | 17 tháng 9 năm 2010     | Digital download |
| Thụy Điển     | 17 tháng 9 năm 2010     | Digital download |
| Thuỵ Sĩ       | 17 tháng 9 năm 2010     | Digital download |
| Đức           | 12 tháng 11 năm 2010    | CD single        |
| Anh           | 22 tháng 11 năm 2010    | CD single        |
| Đài Loan      | 24 tháng 10 năm 2010    | Digital download |